# Balkan International Basketball League 2016-2017
La Balkan International Basketball League 2016-2017 fu la 9ª edizione della Lega Balcanica. La vittoria finale fu ad appannaggio dei bulgari del Beroe, al secondo successo consecutivo, sui macedoni del Kumanovo.

## Squadre partecipanti
| Kosovo - Bashkimi - Peja - Pristina - Trepça | Macedonia del Nord - Kavadarci - Karpoš Sokoli - Kožuf - Kumanovo | Montenegro - Sutjeska Nikšić - Teodo Tivat | Albania - PBC Tirana | Bulgaria - Beroe |

## Formato
Nella prima fase, denominata Regular Season, le 12 squadre sono divise in 2 gironi da 5 squadre, si incontrano in partite di andata e ritorno. Le migliori 4 squadre di ogni girone, passano alla fase successiva, dove verranno divise in altri 2 gironi, giocando partite di andata e di ritorno. Al termine di questa seconda fase, le prime due squadre di ogni girone si qualificano alle Final Four.

## Primo turno

### Gruppo A
|    | Squadra     | G  | V | P | PF  | PS  | Dif | P.ti | Qual.         |
| -- | ----------- | -- | - | - | --- | --- | --- | ---- | ------------- |
| 1. | Beroe       | 10 | 7 | 3 | 832 | 785 | +47 | 17   | secondo turno |
| 2. | Kumanovo    | 10 | 6 | 4 | 792 | 794 | −2  | 16   | secondo turno |
| 3. | Kožuf       | 10 | 5 | 5 | 801 | 755 | +46 | 15   | secondo turno |
| 4. | Teodo Tivat | 10 | 5 | 5 | 812 | 801 | +11 | 15   | secondo turno |
| 5. | Bashkimi    | 10 | 4 | 6 | 773 | 791 | −18 | 14   |               |
| 6. | Pristina    | 10 | 3 | 7 | 761 | 845 | −84 | 13   |               |

### Gruppo B
|    | Squadra         | G  | V | P | PF  | PS  | Dif  | P.ti | Qual.         |
| -- | --------------- | -- | - | - | --- | --- | ---- | ---- | ------------- |
| 1. | Peja            | 10 | 7 | 3 | 766 | 673 | +93  | 17   | secondo turno |
| 2. | Kavadarci       | 10 | 6 | 4 | 749 | 697 | +52  | 16   | secondo turno |
| 3. | Sutjeska Nikšić | 10 | 5 | 5 | 761 | 726 | +35  | 15   | secondo turno |
| 4. | Karpoš Sokoli   | 10 | 5 | 5 | 779 | 800 | −21  | 15   | secondo turno |
| 5. | Trepça          | 10 | 4 | 6 | 639 | 685 | −46  | 14   |               |
| 6. | PBC Tirana      | 10 | 3 | 7 | 694 | 807 | −113 | 13   |               |

## Secondo turno

### Gruppo C
|    | Squadra         | G | V | P | PF  | PS  | Dif | P.ti | Qual.            |
| -- | --------------- | - | - | - | --- | --- | --- | ---- | ---------------- |
| 1. | Beroe           | 6 | 5 | 1 | 508 | 461 | +47 | 11   | semifinali       |
| 2. | Kožuf           | 6 | 3 | 3 | 494 | 468 | +26 | 9    | quarti di finale |
| 3. | Kavadarci       | 6 | 2 | 4 | 445 | 444 | +1  | 8    | quarti di finale |
| 4. | Sutjeska Nikšić | 6 | 2 | 4 | 427 | 501 | -74 | 8    |                  |

### Gruppo D
|    | Squadra       | G | V | P | PF  | PS  | Dif | P.ti | Qual.            |
| -- | ------------- | - | - | - | --- | --- | --- | ---- | ---------------- |
| 1. | Kumanovo      | 6 | 5 | 1 | 425 | 402 | +23 | 11   | semifinali       |
| 2. | Teodo Tivat   | 6 | 3 | 3 | 432 | 391 | +41 | 9    | quarti di finale |
| 3. | Peja          | 6 | 3 | 3 | 485 | 468 | +17 | 9    | quarti di finale |
| 4. | Karpoš Sokoli | 6 | 1 | 5 | 328 | 409 | -81 | 7    |                  |

## Final Four
|  | Quarti di finale (al meglio di 2 gare) | Quarti di finale (al meglio di 2 gare) | Quarti di finale (al meglio di 2 gare) |             |       | Semifinali | Semifinali | Semifinali |  |  | Finale | Finale | Finale |  |
|  |                                        |                                        |                                        |             |       |            |            |            |  |  |        |        |        |  |
|  |                                        |                                        |                                        |             |       | 1C.        | Beroe      | 2          |  |  |        |        |        |  |
|  |                                        |                                        |                                        |             |       | 1C.        | Beroe      | 2          |  |  |        |        |        |  |
|  |                                        |                                        |                                        | Teodo Tivat | 0     |            |            |            |  |  |        |        |        |  |
|  | 2D.                                    | Teodo Tivat                            | 1                                      | Teodo Tivat | 0     |            |            |            |  |  |        |        |        |  |
|  | 2D.                                    | Teodo Tivat                            | 1                                      |             |       |            |            |            |  |  |        |        |        |  |
|  | 3C.                                    | Kavadarci                              | 1                                      |             |       |            |            |            |  |  |        |        |        |  |
|  | 3C.                                    | Kavadarci                              | 1                                      |             | Beroe | Beroe      | 2          |            |  |  |        |        |        |  |
|  |                                        |                                        |                                        |             |       |            |            |            |  |  |        |        |        |  |
|  |                                        |                                        | Kumanovo                               | Kumanovo    | 0     |            |            |            |  |  |        |        |        |  |
|  |                                        |                                        |                                        | Kumanovo    | 0     |            |            |            |  |  |        |        |        |  |
|  |                                        |                                        |                                        |             |       |            |            |            |  |  |        |        |        |  |
|  |                                        |                                        |                                        |             |       |            |            |            |  |  |        |        |        |  |
|  |                                        | 1D.                                    | Kumanovo                               | 1           |       |            |            |            |  |  |        |        |        |  |
|  |                                        |                                        |                                        | 1           |       |            |            |            |  |  |        |        |        |  |
|  |                                        |                                        |                                        | Peja        | 1     |            |            |            |  |  |        |        |        |  |
|  | 2C.                                    | Kožuf                                  | 1                                      | Peja        | 1     |            |            |            |  |  |        |        |        |  |
|  | 2C.                                    | Kožuf                                  | 1                                      |             |       |            |            |            |  |  |        |        |        |  |
|  | 3D.                                    | Peja                                   | 1                                      |             |       |            |            |            |  |  |        |        |        |  |

| Balkan International Basketball League 2016-2017 |
| ------------------------------------------------ |
| Beroe 1º titolo                                  |

## Squadra vincitrice
| N° | Naz.                    | Ruolo | Sportivo           |  | Alt. |  |
| -- | ----------------------- | ----- | ------------------ |  | ---- |  |
| 4  | Bulgaria (bandiera)     | P     | Plamen Aleksiev    |  | 180  |  |
| 5  | Stati Uniti (bandiera)  | P     | Brandis Raley-Ross |  | 190  |  |
| 8  | Bulgaria (bandiera)     | AP    | Nikolay Nikolov    |  | 196  |  |
| 10 | Bulgaria (bandiera)     | G     | Evgeni Vasilev     |  | 189  |  |
| 11 | Bulgaria (bandiera)     | AP    | Tencho Tenchev     |  | 202  |  |
| 15 | Bulgaria (bandiera)     | C     | Todor Todorov      |  | 202  |  |
| 20 | Croazia (bandiera)      | AG    | Stjepan Tešija     |  | 207  |  |
| 23 | RD del Congo (bandiera) | AC    | Omari Gudul        |  | 207  |  |
| 24 | Bulgaria (bandiera)     | G     | Tihomir Zhelev     |  | 190  |  |
| 25 | Stati Uniti (bandiera)  | G     | Shane Gibson       |  | 188  |  |
| 34 | Stati Uniti (bandiera)  | AC    | Aaron Jones        |  | 206  |  |
| 55 | Bulgaria (bandiera)     | AP    | Martin Radnev      |  | 191  |  |
|    | Bulgaria (bandiera)     | All.  | Lyubomir Minchev   |  |      |  |